# Chiesa di San Canciano Martire (Prato Carnico)
La chiesa di San Canciano Martire è la parrocchiale di Prato Carnico, in provincia ed arcidiocesi di Udine; fa parte della forania della Montagna.

## Storia
La prima citazione di una cappella a Prato Carnico risale al 1316; nel 1430 venne costruita una nuova chiesa in stile gotico, la cui volta era abbellita da dei dipinti.
Nella prima metà del XVII secolo l'edificio versava in pessimo condizioni, tanto che nel 1633 il vicario abbaziale ordinò di far risistemarlo, dicendo che se la disposizione non fosse stata rispettata egli avrebbe dovuto farlo chiudere interdicendolo.
Il sisma del 26 luglio 1700, con le successive scosse del 28 e del 29, danneggiò gravemente sia la chiesa che il campanile; tra il 1709 e il 1710 la prima venne riedificata, mentre il secondo venne lasciato così come l'aveva reso il terremoto, ovvero pendente.
Il 7 settembre 1857 l'arcivescovo di Udine Giuseppe Luigi Trevisanato, viste le precarie condizioni delle struttura, decretò l'interdizione della chiesa e che provvisoriamente la chiesetta di Pieria avrebbe svolto le funzioni di parrocchiale.
La prima pietra del nuovo edificio fu posta il 5 maggio 1858 e il 1º novembre 1860 la chiesa, disegnata da Marino De Crignis e da Girolamo d'Aronco, venne aperta al culto, nonostante non fosse ancora completa in tutte le sue parti; la consacrazione fu impartita dall'arcivescovo Andrea Casasola il 13 settembre 1868.
Il terremoto del Friuli del 1976 arrecò diversi danni alla chiesa, che venne dunque restaurata e consolidata nel decennio successivo; alcuni lavori volti ad adeguare gli impianti furono poi condotti nel 2013.

## Descrizione

### Facciata
La facciata, che è a capanna e che presenta a circa due terzi dell'altezza una cornice, presenta una porzione leggermente rientrante racchiusa in un arco a tutto sesto, nella quale si apre il portale d'ingresso architravato; a coronare la struttura è il timpano aggettante al centro del quale vi è un oculo.

### Interno
L'intento si compone di un'unica navata coperta da volta a vela, a conclusione della quale c'è il presbiterio, concluso dall'abside poligonale.
Opere di pregio qui conservate sono l'altare a sportelli dei Santi Canzio, Canziano e Canzianilla, nel quale vi sono pure una raffigurazione della Natività e le statue dei santi Pietro, Paolo, Giovanni Battista e Giovanni Evangelista, costruito da Michele Parth nel 1534, l'organo, realizzato da Giovanni Battista De Lorenzi nel 1865, l'altare maggiore, proveniente da Ampezzo, e le dieci tele ritraenti i Misteri del Rosario.